# Грібен (Мекленбург-Передня Померанія)
Грібен (нім. Grieben) — громада в Німеччині, розташована в землі Мекленбург-Передня Померанія. Входить до складу району Північно-Західний Мекленбург. Складова частина об'єднання громад Шенбергер-Ланд.
Площа — 6,21 км2. Населення становить 162 ос. (станом на 31 грудня 2020).